# Acoraniidae
Acoraniidae zijn een familie van mosdiertjes uit de orde Cheilostomatida en de klasse van de Gymnolaemata.

## Geslachten
- Acorania López-Fé, 2006